# 田在田家族碑林
田在田家族碑林，位于山东省巨野县田庄镇。是中华人民共和国山东省省级文物保护单位之一。
2013年，列入第四批山东省文物保护单位，该文物保护单位是一座石窟寺及石刻。